# Борошно пшеничне
Борошно пшеничне — це порошкоподібний продукт, який одержують при розмелюванні зерна пшениці.

## Ґатунки
За якістю борошно пшеничне виробляється п'яти ґатунків: крупчатка, вищий, 1-й, 2-й ґатунки і оббивне (безсортове). Ґатунки борошна відрізняються за кольором, крупністю помелу, хімічним складом, вмістом клейковини, хлібопекарськими властивостями, іншими показниками.
Крупчатку одержують із суміші м'яких склоподібних і твердих сортів пшениці. Вона багата на крохмаль і білки. Вміст сирої клейковини в крупчатці не менше ніж 30 %.
Колір крупчатки білий або кремовий із жовтастим відтінком. Використовують крупчатку для приготування здобних дріжджових виробів.
Борошно вищого ґатунку одержують із м'яких склоподібних і напівсклоподібних сортів пшениці. Вміст сирої клейковини не менше ніж 28 %. Колір борошна білий або білий із кремовим відтінком. Борошно має високі хлібопекарські властивості, широко використовується у кондитерському виробництві. Із борошна вищого ґатунку випікають вироби з дріжджового, бісквітного, листкового, заварного, пісочного тіста.
Борошно 1-го ґатунку дуже м'яке, грубшого помелу ніж вищого, колір білий злегка жовтуватим відтінком.
Борошно 2-го ґатунку грубшого помелу ніж першого ґатунку, колір білий із помітно жовтуватим або сіруватим відтінком.